# Şenay Aydın
Şenay Aydın (* 31. März 1983 in Bitlis) ist eine türkische Schauspielerin.

## Biografie
Aydın wuchs in Bitlis auf. Ihr Debüt gab sie 2007 in dem Film Saklı Yüzler. Danach war sie 2008 in Pazar – Der Markt zu sehen. Im selben Jahr trat sie in der Fernsehserie Düğün Şarkıcısı auf.
Von 2010 bis 2011 wurde sie für die Serie Öyle Bir Geçer Zaman ki gecastet. Anschließend setzte sie ihre Karriere in Jîn fort. 2022 bekam Aydın in dem Film Anya Ayna die Hauptrolle. Neben Türkisch spricht Aydın auch Kurdisch und Englisch.

## Filmografie (Auswahl)
Filme
- 2007: Saklı Yüzler
- 2008: Pazar – Der Markt
- 2009: Merdiven Altı
- 2009: Sonsuz
- 2009: Kanımdakı Barut
- 2012: Jîn
- 2022: Ayna Ayna
- 2023: Here It’s a Bed of Roses

Serien
- 2008: Düğün Şarkıcısı
- 2010–2011: Öyle Bir Geçer Zaman ki